# Anna Pacheco
Anna Pacheco (Barcelona, 30 de septiembre de 1991) es una periodista y escritora española, especializada en temas sociales con perspectiva de clase y género.

## Trayectoria
Como periodista, ha colaborado en diversos medios, escribiendo en castellano y en catalán, como Vice, Verne (web especializada en Internet y dependiente de El País, en el que es la autora de la sección "Terror Adulto"), Público, El Salto, La Marea y PlayGround Magazine, medio del que salió en 2019 el marco de un ERE.
Actualmente colabora en la sección de Opinión de El País y es copresentadora del podcast Ciberlocutorio, emitido por la Radio Primavera Sound y centrado en aspectos de la cultura popular y redes sociales desde una perspectiva, "social, feminista y millennial".
En 2019, Pacheco publica Listas, guapas, limpias, libro que pretende ser un relato generacional (aunque, afirma, no autobiográfico) sobre el paso a la edad adulta y sus intersecciones con el género y la identidad de clase.
Pacheco también ha impartido charlas sobre feminismo e igualdad. En marzo de 2020, fue invitada al programa Operación Triunfo a impartir una charla sobre feminismo e igualdad, charla que más tarde sería tachada de "propaganda sectaria" por la presidenta de Ciudadanos, Inés Arrimadas.

## Obra
- Listas, guapas, limpias (2019).[12] Ed. Caballo de Troya. ISBN 9788417417079
- Contribuye con un reportaje en Aquí estamos. Puzzle de un momento feminista. Ed. Akal (2019). ISBN 9788446047483
- Coautora de Allí donde nos encontramos (2021) Ed. Historias de hoy. ISBN  9788499989006
- Coautora de (h)amor 9 amigas (2024). Ed.  Continta Me Tienes (Errementari S.L.)  ISBN 9788419323194
- Estuve aquí y me acordé de nosotros.Una historia sobre turismo, trabajo y clase (Anagrama, 2024)[13]